# 泉ケ丘 (いわき市)
泉ケ丘（いずみがおか）は、福島県いわき市の大字である。郵便番号は971-8171。

## 地理
いわき市南東部の小名浜地区に属する。北で常磐長孫町、常磐馬玉町、東で泉町本谷、南で泉町玉露、西で渡辺町泉田と隣接する。1983年より民間事業者により行われた泉ケ丘ハイタウンの造成に伴い、周囲の大字より順次分離新設された区域である。中央部に一丁目、南部に二丁目、北部に三丁目が置かれている。小名浜岡小名内に所在するいわき東警察署及び小名浜に所在する小名浜消防署がそれぞれ管轄にあたる。

### 主な字
字
- 一～三丁目

### 河川施設等
- 長孫調整池
- 馬玉調整池

## 歴史
- 1978年 - 開発企業と地元が泉団地造成に関する協定書を締結する[4]。
- 1983年 - 1996年にかけて宅地造成に伴い、常磐長孫町、常磐馬玉町、泉町本谷、泉町玉露より順次分離新設される[5]。

## 世帯数と人口
2023年10月31日現在の世帯数と人口は以下の通りである。
| 大字   | 世帯数   | 人口   |
| ------ | -------- | ------ |
| 泉ケ丘 | 1740世帯 | 4596人 |

## 小・中学校の学区
市立小・中学校に通う場合、学区は以下の通りとなる。
| 番地 | 小学校               | 中学校             |
| ---- | -------------------- | ------------------ |
| 全域 | いわき市立泉北小学校 | いわき市立泉中学校 |

## 交通

### 道路
- 市道泉ケ丘ハイタウン1号線（メインとなるアクセス路）

## 施設
- 泉ケ丘中央公園